# Municipio de Coleman (Nebraska)
El municipio de Coleman (en inglés: Coleman Township) es un municipio ubicado en el condado de Holt en el estado estadounidense de Nebraska. En el año 2010 tenía una población de 37 habitantes y una densidad poblacional de 0,27 personas por km².

## Geografía
El municipio de Coleman se encuentra ubicado en las coordenadas 42°45′44″N 98°41′19″O / 42.76222, -98.68861. Según la Oficina del Censo de los Estados Unidos, el municipio tiene una superficie total de 137.39 km², de la cual 137,12 km² corresponden a tierra firme y (0,2 %) 0,27 km² es agua.

## Demografía
Según el censo de 2010, había 37 personas residiendo en el municipio de Coleman. La densidad de población era de 0,27 hab./km². De los 37 habitantes, el municipio de Coleman estaba compuesto por el 100 % blancos. Del total de la población el 0 % eran hispanos o latinos de cualquier raza.